# Connected Limited Device Configuration
Connected Limited Device Configuration (CLDC)はPDAや携帯電話のようなリソースが限られた機器を対象としたJava MEアプリケーション向けのフレームワークの仕様である。CLDCよりも高機能な物がCDCである。

## 典型的な必要条件
16ビットCPU、160KBのメモリおよびJavaプラットフォーム利用できる機器。
- A 16-bit or 32-bit processor with a clock speed of 16MHz or higher
- At least 160 KB of non-volatile memory allocated for the CLDC libraries and virtual machine
- At least 192 KB of total memory available for the Java platform
- Low power consumption, often operating on battery power
- Connectivity to some kind of network, often with a wireless, intermittent connection and limited bandwidth

## プロファイル

### MIDP
携帯電話向けに設計され、GUI APIを持っており、MIDP2.0では2DゲームAPIが追加された。世界で広く利用され、日本でもDoCoMo以外のキャリアの携帯電話で採用されている。

### DoJa
NTT DoCoMoによってiモード対応携帯電話向けに設計された。海外版のiモード搭載携帯電話にも採用されている。

### IMP
簡素なディスプレイまたはディスプレイがなく限られた2方向ネットワークアクセスを持ったネットワークカード、ルーターおよびその他の機器向けに設計されている。アプリケーションの生成、ストレージおよびネットワークアクセスに関するAPIだけが定義されている。IMPにはMIDPのjavax.microedition.io、rms and midletパッケージのサブセットがある。シーメンスモバイルおよびノキアがこの仕様をJCPに提案した。
詳細はJSR 195を参照

## API

### java.io
J2SEにおける入出力操作を行うjava.ioパッケージの簡素化されたバージョンである。

### java.lang
Javaプログラムにおいてもっとも基本的なクラスを含む。このパッケージは基本的な例外、数値演算機能、システム機能、スレッド機能およびセキュリティ機能と同様にInteger、Stringのような基本なJavaの型を含む。

### java.util
java.utilの簡潔化されたバージョンである。このパッケージはVectorおよびHashtableのようなコレクションクラスを含み。ClaendarおよびDateクラスも含む。

## 歴史
- CLDC 1.0 - 2000年5月30日承認
- CLDC 1.1 - 2003年3月27日承認。浮動小数点(float, double)の演算のサポートやWeakReferenceの追加など。

## CLDCとMIDPの対応関係
- CLDC 1.0 - MIDP 1.0
- CLDC 1.1 - MIDP 2.0, 2.1
- CLDC 1.1.1 - MIDP 3.0 (ただし、CLDC 1.1.1の仕様は策定中)